# Alain Schultz
Alain Schultz (sinh ngày 17 tháng 2 năm 1983) là một cầu thủ bóng đá người Thụy Sĩ thi đấu cho FC Wohlen.